# ميخائيل ديفيد
ميخائيل ديفيد (بالإنجليزية: Michael David)‏ هو رسام أمريكي، ولد في 22 سبتمبر 1954 في بروكلين في الولايات المتحدة.